# Ponte Molino (Padua)
Die Ponte Molino ist eine römische Segmentbogenbrücke über den Bacchiglione in der italienischen Gemeinde Padua in der Provinz Padua.

## Beschreibung
Das Pfeilverhältnis der spätrepublikanischen Brücke schwankt zwischen 3,5 und 4,5:1, das Verhältnis zwischen lichter Weite und Pfeilerstärke reicht von 4 bis 6,5 zu 1.
Weitere Römerbrücken in Padua sind die Ponte Altinate, Ponte Corvo und die Ponte San Lorenzo, alle drei ebenfalls von Segmentbögen getragen.